# Celtic Woman: Emerald - Musical Gems
Emerald · Musical Gems es el noveno álbum de estudio del conjunto musical irlandés Celtic Woman. Se publicó el 25 de febrero de 2014.
Emerald · Musical Gems cuenta con las vocalistas Chloë Agnew, Susan McFadden, Lisa Lambe, y la violinista Máiréad Nesbitt. En enero del mismo año se informó que las vocalistas Lynn Hilary y Máiréad Carlin se unirían al grupo para iniciar su gira Emerald Tour en marzo, estas últimas chicas serían el reemplazo momentáneo de las cantantes Chloë Agnew y Lisa Lambe. Las canciones y melodías presentes en el álbum son reediciones de algunos de los temas más connotados durante la trayectoria musical de Celtic Woman.

## Lista de temas
| Emerald · Musical Gems |                              |                                 |          |  |
| N.º                    | Título                       | Intérprete(s)                   | Duración |  |
| 1.                     | «Mo Ghile Mear»              | Agnew, Lambe, McFadden, Nesbitt | 4:17     |  |
| 2.                     | «Dúlaman»                    | Lisa Lambe                      | 4:20     |  |
| 3.                     | «Caledonia»                  | Susan McFadden                  | 5:00     |  |
| 4.                     | «Amazing Grace»              | Agnew, Lambe, McFadden          | 5:50     |  |
| 5.                     | «The New Ground»             | (Instrumental)                  | 2:04     |  |
| 6.                     | «She Moved Through The Fair» | Agnew, Lambe                    | 3:18     |  |
| 7.                     | «Bridge Over Troubled Water» | Lisa Lambe                      | 2:59     |  |
| 8.                     | «Níl Sé'n Lá»                | Agnew, Lambe, McFadden, Nesbitt | 3:36     |  |
| 9.                     | «Danny Boy»                  | Agnew, Lambe, McFadden, Nesbitt | 3:16     |  |
| 10.                    | «The Voice»                  | McFadden, Nesbitt               | 3:07     |  |
| 11.                    | «The Parting Glass»          | Agnew, Lambe, McFadden, Nesbitt | 4:17     |  |
| 12.                    | «You Raise Me Up»            | Agnew, Lambe, McFadden, Nesbitt | 4:11     |  |
| 46:13                  |                              |                                 |          |  |

### Deluxe Edition
| Emerald · Musical Gems Deluxe Edition |                                                  |                                 |          |  |
| N.º                                   | Título                                           | Intérprete(s)                   | Duración |  |
| 13.                                   | «The Coast Of Galicia (Live) (Targed Exclusive)» | Máiréad Nesbitt                 | 4:43     |  |
| 14.                                   | «Téir Abhaile Riú (Live) (Target Exclusive)»     | Agnew, Lambe, McFadden, Nesbitt | 5:09     |  |
| 15.                                   | «Ave Maria (Live) (Target Exclusive)»            | Chloë Agnew                     | 4:17     |  |
| 60:24                                 |                                                  |                                 |          |  |

## DVD
1. Awakening
2. Dúlaman
3. Nocturne
4. Téir Abhaile Riú
5. The Coast Of Galicia
6. Danny Boy
7. Mo Ghile Mear
8. Amazing Grace
9. She Moved Through The Fair
10. Níl Sé'n Lá
11. Shenandoah
12. The Voice
13. You Raise Me Up
14. The Parting Glass
15. Celtic Woman Playoff
16. Caledonia
17. Bridge Over Troubed Water
18. Ave Maria